# Ricardo Rogério de Brito
Ricardo Rogério de Brito, conegut com a Alemão, (22 de novembre de 1961) és un exfutbolista brasiler.

## Selecció del Brasil
Va formar part de l'equip brasiler a la Copa del Món de 1986.